# Distrito de Corte
El distrito de Corte es un distrito (en francés arrondissement) de Francia, que se localiza en el département Alta Córcega (en francés Haute-Corse), de la région Córcega. Cuenta con 10 cantones y 109 comunas.
La capital de un distrito se llama subprefectura (sous-préfecture). Cuando un distrito contiene la prefectura (capital) del departamento, esa prefectura es la capital del distrito, y se comporta tanto como una prefectura como una subprefectura.

## División territorial

### Cantones
Los cantones del distrito de Corte son:
1. Cantón de Bustanico
2. Cantón de Castifao-Morosaglia
3. Cantón de Corte
4. Cantón de Ghisoni
5. Cantón de Moïta-Verde
6. Cantón de Niolu-Omessa
7. Cantón de Orezza-Alesani
8. Cantón de Prunelli-di-Fiumorbo
9. Cantón de Venaco
10. Cantón de Vezzani

### Comunas
| 1. Aghione (2B002)                 | 2. Aiti (2B003)                   | 3. Alando (2B005)                | 4. Albertacce (2B007)               |
| 5. Altiani (2B012)                 | 6. Alzi (2B013)                   | 7. Aléria (2B009)                | 8. Ampriani (2B015)                 |
| 9. Antisanti (2B016)               | 10. Asco (2B023)                  | 11. Bisinchi (2B039)             | 12. Bustanico (2B045)               |
| 13. Calacuccia (2B047)             | 14. Cambia (2B051)                | 15. Campana (2B052)              | 16. Campi (2B053)                   |
| 17. Canale-di-Verde (2B057)        | 18. Carcheto-Brustico (2B063)     | 19. Carpineto (2B067)            | 20. Carticasi (2B068)               |
| 21. Casamaccioli (2B073)           | 22. Casanova (2B074)              | 23. Casevecchie (2B075)          | 24. Castellare-di-Mercurio (2B078)  |
| 25. Castello-di-Rostino (2B079)    | 26. Castifao (2B080)              | 27. Castiglione (2B081)          | 28. Castineta (2B082)               |
| 29. Castirla (2B083)               | 30. Chiatra (2B088)               | 31. Chisa (2B366)                | 32. Corscia (2B095)                 |
| 33. Corte (2B096)                  | 34. Erbajolo (2B105)              | 35. Favalello (2B110)            | 36. Felce (2B111)                   |
| 37. Focicchia (2B116)              | 38. Gavignano (2B122)             | 39. Ghisonaccia (2B123)          | 40. Ghisoni (2B124)                 |
| 41. Giuncaggio (2B126)             | 42. Isolaccio-di-Fiumorbo (2B135) | 43. Lano (2B137)                 | 44. Linguizzetta (2B143)            |
| 45. Lozzi (2B147)                  | 46. Lugo-di-Nazza (2B149)         | 47. Matra (2B155)                | 48. Mazzola (2B157)                 |
| 49. Moltifao (2B162)               | 50. Monacia-d'Orezza (2B164)      | 51. Morosaglia (2B169)           | 52. Moïta (2B161)                   |
| 53. Muracciole (2B171)             | 54. Nocario (2B176)               | 55. Noceta (2B177)               | 56. Novale (2B179)                  |
| 57. Omessa (2B193)                 | 58. Ortale (2B194)                | 59. Pancheraccia (2B201)         | 60. Parata (2B202)                  |
| 61. Perelli (2B208)                | 62. Pianello (2B213)              | 63. Piazzali (2B216)             | 64. Piazzole (2B217)                |
| 65. Pie-d'Orezza (2B222)           | 66. Piedicorte-di-Gaggio (2B218)  | 67. Piedicroce (2B219)           | 68. Piedigriggio (2B220)            |
| 69. Piedipartino (2B221)           | 70. Pietra-di-Verde (2B225)       | 71. Pietraserena (2B226)         | 72. Pietricaggio (2B227)            |
| 73. Pietroso (2B229)               | 74. Piobetta (2B234)              | 75. Poggio-di-Nazza (2B236)      | 76. Poggio-di-Venaco (2B238)        |
| 77. Popolasca (2B244)              | 78. Prato-di-Giovellina (2B248)   | 79. Prunelli-di-Fiumorbo (2B251) | 80. Rapaggio (2B256)                |
| 81. Riventosa (2B260)              | 82. Rospigliani (2B263)           | 83. Rusio (2B264)                | 84. Saliceto (2B267)                |
| 85. San-Gavino-di-Fiumorbo (2B365) | 86. San-Lorenzo (2B304)           | 87. Sant'Andréa-di-Bozio (2B292) | 88. Santa-Lucia-di-Mercurio (2B306) |
| 89. Santo-Pietro-di-Venaco (2B315) | 90. Sermano (2B275)               | 91. Serra-di-Fiumorbo (2B277)    | 92. Solaro (2B283)                  |
| 93. Soveria (2B289)                | 94. Stazzona (2B291)              | 95. Tallone (2B320)              | 96. Tarrano (2B321)                 |
| 97. Tox (2B328)                    | 98. Tralonca (2B329)              | 99. Valle-d'Alesani (2B334)      | 100. Valle-d'Orezza (2B338)         |
| 101. Valle-di-Rostino (2B337)      | 102. Venaco (2B341)               | 103. Ventiseri (2B342)           | 104. Verdèse (2B344)                |
| 105. Vezzani (2B347)               | 106. Vivario (2B354)              | 107. Zalana (2B356)              | 108. Zuani (2B364)                  |
| 109. Érone (2B106)                 |                                   |                                  |                                     |